# Zwei Cheyenne auf dem Highway
Zwei Cheyenne auf dem Highway (Originaltitel: Powwow Highway) ist ein Post-Western aus britischer Produktion, den Jonathan Wacks 1988 nach einer Geschichte von David Seals inszenierte. Deutschsprachige Erstaufführung war am 6. Juli 1989.

## Handlung
Für den Stamm der Nördlichen Cheyenne in Lame Deer, Montana, ist der amerikanische Traum zu einem Albtraum geworden. Der aufbrausende Aktivist und Vietnamveteran Buddy Red Bow kämpft gegen gierige Bauunternehmer und deren Abgesandten, den aalglatten, alles in Grund und Boden redenden Sandy Youngblood, der die beschließende Versammlung des Reservats zu einer Zustimmung für einen Tagebau bringen möchte. Der immer heitere Philbert Bono ist ein Klotz von einem Mann, der sich von heiligen Visionen leiten lässt. Deshalb ist er auf der Suche nach den von heiligen Geistern für ihn gebrauten Medizin; um sich diese Reise leisten zu können, die ihn zum Krieger machen würde, handelt er mit Marihuana und Alkohol. Sein „Kriegspony“ ist ein rostiger, verbeulter 1964er Buick Wildcat, den er „Beschützer“ genannt hat.
Als Bonnie, die dem Stamm entfremdete Schwester von Buddy, in Santa Fé verhaftet wird, ist er der einzige, der ihr und ihren Kindern Jane und Sky helfen könnte. Da er kein Auto hat, überredet er Philbert, mit ihm auf die Reise zu gehen. Zunächst kann er mit den Gewohnheiten Philberts, seiner lockeren Art, seinen vielen Stopps zum Beten und Essen nicht viel anfangen; je länger die Reise währt, desto besser verstehen sich die beiden jedoch. Sie erleben ihre Fahrt und deren Schwierigkeiten als Reise zu sich selbst und als eine Auseinandersetzung mit ihrer Identität als Cheyenne im modernen Amerika. In Santa Fé treffen sie sich mit Bonnies Freundin Rabbit, mit der zusammen sie Bonnie aus dem Gefängnis holen möchten.

## Kritik
„In den tragenden Rollen nicht immer überzeugend aufgearbeitetes, aber hervorragend fotografiertes Roadmovie; getragen von Wehmut über die verlorenen Werte der Ureinwohner Amerikas, gleichzeitig aber von der Hoffnung auf deren wiedererstarktes Selbstbewußtsein.“
Janet Maslin hebt in ihrer Kritik in der New York Times die traurig zu Herzen gehende Darstellung des Niedergangs indianischer Kultur hervor, wenn gezeigt wird, wie verlottert die Häuser aussehen, wie sinnentleert Rituale abgespult werden, wie Kinder nicht mehr wissen, von welchem Stamm ihre Mutter ist. Gleichzeitig beinhalte der knackig fotografierte Film jedoch auch zeitweise leicht komödiantisches Flair, wozu die Darstellung von Gary Farmer entscheidend beitrage.

## Bemerkungen
Die Filmlieder Fallen Angel und Sweet Fire of Love interpretiert Robbie Robertson.
Der Film wurde mehrfach ausgezeichnet; so gewann er beim Sundance Film Festival und mehrere Preise beim Native American Film Festival. 2024 erfolgte die Aufnahme in das National Film Registry.